# 인텔
인텔 코퍼레이션(영어: Intel Corporation, 나스닥: INTC)은 캘리포니아주 샌타클래라에 본사를 두고 델라웨어에 설립된 미국의 다국적 기업이자 기술 회사이다. 인텔은 비즈니스 및 소비자 시장을 위한 컴퓨터 구성 요소와 관련 제품을 설계, 제조 및 판매한다. 이 회사는 수익 기준으로 세계 최대의 반도체 칩 제조업체 중 하나로 간주되며 2018년 순위에서 제외될 때까지 2007년부터 2016년 회계연도까지 거의 10년 동안 수익 기준으로 포춘 500대 미국 기업 목록에 선정되었다. 2020년에는 재도약하여 45위에 올랐으며, 순위에서 7번째로 큰 기술 기업이 되었다.
인텔은 대부분의 컴퓨터 시스템 제조업체에 마이크로프로세서를 공급하며 대부분의 개인용 컴퓨터(PC)에 사용되는 x86 시리즈 명령어 세트의 개발자 중 하나이다. 또한 칩셋, 네트워크 인터페이스 컨트롤러, 플래시 메모리, 그래픽 처리 장치(GPU), FPGA 및 기타 통신 및 컴퓨팅 관련 장치를 제조한다. 인텔은 가장 빠른 소비자 CPU 중 하나인 인텔 코어 CPU 라인과 인텔 아크 시리즈 GPU를 통해 고성능 범용 및 게이밍 PC 시장에서 강력한 입지를 확보하고 있다. 국제 e스포츠 토너먼트 시리즈인 인텔 익스트림 마스터스(Extreme Masters). 인텔의 오픈 소스 기술 센터는 PowerTOP 및 LatencyTOP을 호스팅하고 웨이랜드, 메사, TBB(스레딩 빌딩 블록) 및 젠과 같은 기타 오픈 소스 프로젝트를 지원한다.
인텔(Intel, 즉 Integrated Electronics)은 1968년 7월 18일 반도체 개척자인 고든 무어(무어의 법칙의 기원이 됨)와 로버트 노이스, 투자자 아서 록에 의해 설립되었으며 앤드루 그로브의 경영진 리더십 및 비전과 관련되어 있다. 이 회사는 실리콘 밸리를 하이테크 센터로 성장시키는 데 핵심 역할을 했을 뿐만 아니라 1981년까지 회사 사업의 대부분을 차지했던 SRAM 및 DRAM 메모리 칩의 초기 개발자였다. 1971년에 마이크로프로세서 칩을 개발했지만, 1990년대 초 PC가 성공하고 나서야 이것이 주요 사업이 되었다.
1990년대에는 "윈텔"로 알려진 마이크로소프트 윈도우와 인텔 간의 파트너십이 PC 환경을 형성하는 데 중요한 역할을 했으며 시장에서 인텔의 입지를 확고히 했다. 그 결과, 인텔은 1990년대 중후반에 새로운 마이크로프로세서 설계에 막대한 투자를 하여 컴퓨터 산업의 급속한 성장을 촉진했다. 이 기간 동안 PC 마이크로프로세서의 지배적인 공급업체가 되었으며 특히 AMD에 대한 시장 지위를 방어하기 위한 공격적이고 반경쟁적인 전술과 PC 산업의 방향을 통제하기 위한 마이크로소프트와의 투쟁으로 유명했다.
2000년대부터, 특히 2010년대 후반부터 인텔은 AMD와의 경쟁이 치열해지면서 PC 시장에서의 지배력과 시장 점유율이 크게 하락했다. 그럼에도 불구하고 인텔은 2023년 기준 68.4%의 시장 점유율을 기록하며 여전히 x86 시장을 큰 격차로 선도하고 있다.

## 역사
인텔의 역사는 ‘메모리 반도체 기업(1968~1985년), ‘마이크로프로세서 기업’ (1985~1998년), 그리고 ‘인터넷 기반 구축 기업’(1998년 이후) 등 3시기로 구분하여 첫 번째 시기는 고든 무어(1968~1987년), 두 번째 시기는 앤디 그로브(1987~1998년), 세 번째 시기는 크레이그 배럿(1998~ 2005년)과 폴 오텔리니(2005년~2013년) 재임 시기와 맞물린다. 이들 CEO는 인텔의 주력 제품을 메모리 반도체, 마이크로프로세서, 인터넷 관련 서버 프로세서 및 각종 부품으로 바꿔왔다. 인텔은 마이크로프로세서(CPU) 칩 분야에서 40년 이상의 회사로 마이크로프로세서 칩은 PC 및 전자 기기의 핵심 부품이었다.

### 기원
인텔은 1968년 7월 18일 캘리포니아주 마운틴뷰에서 화학자인 고든 무어("무어의 법칙"으로 알려진 인물), 물리학자이자 집적 회로의 공동 발명가인 로버트 노이스, 그리고 투자자이자 벤처 자본가 아서 록에 의해 설립되었다. 무어와 노이스는 페어차일드 반도체를 떠났고, 그곳에서 그들은 회사를 설립한 "8인의 배반자" 중 일부였다. 원래 발행 주식수는 500,000주였으며 그 중 노이스 박사는 245,000주, 무어 박사는 245,000주, 록 박사는 10,000주를 매입했다. 모두 주당 1달러이다. 록은 제한된 개인 투자자 그룹에게 2,500,000달러의 전환사채(2022년 2,100만 달러에 해당)를 제공했으며, 전환 가능 금액은 주당 5달러이다. 불과 2년 후, 인텔은 기업공개(IPO)를 통해 상장 회사가 되어 680만 달러(주당 23.50달러)를 조달했다. 인텔의 세 번째 직원은 화학 엔지니어인 앤디 그로브였다. 그는 나중에 1980년대 대부분과 1990년대 고성장 기간 동안 회사를 운영했다.
이름을 결정할 때 무어와 노이스는 "더 많은 소음"(more noise)을 뜻하는 동음어에 가까운 "무어 노이스"(Moore Noyce)를 재빠르게 거부했다. 전자 제품의 소음은 일반적으로 바람직하지 않으며 일반적으로 나쁜 간섭과 관련이 있기 때문에 전자 회사에 적합하지 않은 이름이다. 대신 그들은 1968년 7월 18일에 NM 일렉트로닉스(또는 MN 일렉트로닉스)로 회사를 설립했지만 그 달 말에는 Integrated Electronics를 의미하는 인텔(Intel)로 이름을 변경했다. "인텔"은 이미 호텔 체인 인텔코(Intelco)의 상표로 등록된 이름에 대한 권리를 구입해야 했다.

### 초기 역사
인텔은 창립 당시 반도체 소자를 이용해 논리 회로를 만드는 능력으로 두각을 나타냈다. 창업자들의 목표는 자기 코어 메모리를 대체할 것으로 널리 예측되는 반도체 메모리 시장이었다. 1969년 소형 고속 메모리 시장에 빠르게 진입한 첫 번째 제품은 3101 쇼트키 TTL 양극 64비트 SRAM(Static Random-Access Memory)이었는데, 이는 페어차일드와 일본 쓰쿠바시에 있는 전기기술 연구소의 이전 쇼트키 다이오드 구현보다 거의 두 배 빠른 속도였다. 같은 해에 인텔은 3301 쇼트키 양극 1024비트 고정 기억 장치(ROM)와 최초의 상용 금속 산화물 반도체 전계 효과 트랜지스터(MOSFET) 실리콘 게이트 SRAM 칩인 256비트 1101도 생산했다.
1101은 상당한 발전을 이루었지만 복잡한 정적 셀 구조로 인해 메인프레임 메모리로는 너무 느리고 비용이 많이 들었다. 1970년에 출시된 최초의 상용 동적 랜덤 액세스 메모리(DRAM)인 1103에 구현된 3개의 트랜지스터 셀은 이러한 문제를 해결했다. 1103은 많은 응용 분야에서 코어 메모리를 대체하면서 1972년까지 세계에서 가장 많이 팔린 반도체 메모리 칩이었다. 인텔의 사업은 1970년대에 제조 공정을 확장 및 개선하고 여전히 다양한 메모리 장치가 지배하는 더 넓은 범위의 제품을 생산하면서 성장했다.
인텔은 1971년에 최초의 상용 마이크로프로세서인 인텔 4004를 만들었다. 마이크로프로세서는 컴퓨터의 중앙 처리 장치를 소형화하여 소형 기계에서 계산을 수행할 수 있게 함으로써 집적 회로 기술의 눈에 띄는 발전을 가져왔다. 과거에는 매우 큰 기계만이 할 수 있었다. 마이크로프로세서가 처음에는 "미니 컴퓨터"로 알려졌고 나중에는 "개인용 컴퓨터"로 알려진 것의 기초가 되기 전에 상당한 기술 혁신이 필요했다. 인텔은 또한 1973년에 최초의 마이크로컴퓨터 중 하나를 만들었다.
인텔은 1972년 말레이시아에 최초의 국제 제조 시설을 열었고, 이곳에서 여러 인텔 사업을 운영하게 되었으며, 1980년대 초에는 싱가포르와 예루살렘에 조립 시설과 반도체 공장을 열었고, 2009년에는 중국, 인도, 코스타리카에 제조 및 개발 센터를 열었다. 1990년대. 1980년대 초반에는 DRAM 칩이 사업을 주도했다. 그러나 1983년까지 일본 반도체 제조업체와의 경쟁이 심화되면서 이 시장의 수익성이 크게 감소했다. 인텔 마이크로프로세서에 기반한 IBM 개인용 컴퓨터의 성공 증가는 고든 무어(1975년 CEO 이후)가 회사의 초점을 마이크로프로세서로 전환하고 해당 비즈니스 모델의 근본적인 측면을 바꾸도록 설득한 요인 중 하나였다. 인텔의 386 칩을 단독으로 공급하기로 한 무어의 결정은 회사의 지속적인 성공에 영향을 미쳤다.
1980년대 말, 빠르게 성장하는 개인용 컴퓨터 시장에서 IBM 및 IBM의 경쟁업체에 마이크로프로세서 공급업체라는 행운의 위치에 힘입어 인텔은 PC에 대한 주요이자 가장 수익성이 높은 하드웨어 공급업체로서 10년 동안 전례 없는 성장을 시작했다. 업계에서 승리한 'W인텔' 조합의 일부이다. 무어는 1987년 CEO 자리를 앤디 그로브에게 넘겼다. 1991년 인텔 인사이드 마케팅 캠페인을 시작함으로써 인텔은 브랜드 충성도를 소비자 선택과 연관시킬 수 있었으며, 1990년대 말에는 인텔의 펜티엄 프로세서 제품군이 세대명이 됐다.

### 지배력에 대한 도전(2000년대)
2000년 이후에는 고급 마이크로프로세서에 대한 수요 증가가 둔화되었다. 경쟁사, 특히 AMD(주요 x86 아키텍처 시장에서 인텔의 가장 큰 경쟁사)는 처음에는 저가형 및 중급 프로세서에서 상당한 시장 점유율을 얻었지만 궁극적으로는 제품군 전반에 걸쳐 핵심 시장에서 인텔의 지배적 위치가 크게 감소했다. 주로 논쟁의 여지가 있는 넷버스트 마이크로아키텍처 때문이다. 2000년대 초 당시 CEO였던 크레이그 베렛(Craig Barrett)은 회사의 사업을 반도체를 넘어 다각화하려고 시도했지만 이러한 활동 중 궁극적으로 성공한 활동은 거의 없었다.

#### 소송
인텔은 또한 수년 동안 소송에 휘말려 왔다. 미국 법은 인텔과 SIA(반도체 산업 협회)가 요구하는 법률인 1984년 반도체 칩 보호법이 제정될 때까지 처음에는 마이크로프로세서 토폴로지(회로 레이아웃)와 관련된 지적 재산권을 인정하지 않았다. 1980년대 후반과 1990년대(이 법이 통과된 후) 동안 인텔은 80386 CPU에 대한 경쟁 칩을 개발하려는 회사를 고소했다. 소송은 인텔이 소송에서 패하더라도 법적 청구로 경쟁에 상당한 부담을 주는 것으로 알려졌다. 독점 금지 혐의는 1990년대 초부터 끓어오르고 있었으며 1991년 인텔을 상대로 한 소송의 원인이 되었다. 2004년과 2005년에 AMD는 불공정 경쟁과 관련하여 인텔을 상대로 추가 소송을 제기했다.

### 인텔 코어를 통한 개편 및 성공(2005~2015년)
2005년 CEO 폴 오텔리니는 핵심 프로세서 및 칩셋 사업을 플랫폼(엔터프라이즈, 디지털 홈, 디지털 건강 및 이동성)에 다시 집중하기 위해 회사를 재편성했다.
2005년 6월 6일, 당시 애플의 CEO였던 스티브 잡스는 애플이 AIM 얼라이언스에서 개발한 파워PC 아키텍처에서 전환하여 매킨토시 컴퓨터에 인텔의 x86 프로세서를 사용할 것이라고 발표했다. 이는 인텔의 승리로 간주되었다. 분석가는 당시 인텔의 현재 제품이 AMD 및 IBM 제품보다 뒤떨어지는 것으로 간주되었기 때문에 이러한 움직임을 "위험"하고 "어리석은" 일이라고 불렀다.
2006년 인텔은 광범위한 비평가들의 찬사를 받기 위해 코어 마이크로아키텍처를 공개했다. 제품군은 프로세서 성능의 탁월한 도약으로 인식되어 단숨에 해당 분야의 리더십을 상당 부분 회복했다. 2008년 인텔은 45nm 공정 노드를 사용하여 제작된 펜린 마이크로 아키텍처를 출시하면서 또 다른 "틱"을 보였다. 그해 말, 인텔은 긍정적인 반응을 얻기 위해 네할렘 아키텍처를 갖춘 프로세서를 출시했다.
2006년 6월 27일에 인텔의 XScale 자산 매각이 발표되었다. 인텔은 불특정 부채를 전제로 XScale 프로세서 사업을 마벨 테크놀로지 그룹에 약 6억 달러에 매각하기로 합의했다. 이러한 움직임은 인텔이 핵심 x86 및 서버 사업에 자원을 집중할 수 있도록 하기 위한 것이며 인수는 2006년 11월 9일에 완료되었다.
2008년 인텔은 독립 회사인 스펙트라와트(SpectraWatt Inc.)를 설립하기 위해 태양광 스타트업 사업의 주요 자산을 분사했다. 2011년 스펙트라와트는 파산 신청을 했다.
2011년 2월, 인텔은 애리조나 주 챈들러에 새로운 마이크로프로세서 제조 시설을 건설하기 시작했으며 2013년에 50억 달러를 들여 완공되었다. 이 건물은 현재 10nm 인증 팹 42이며 링크(Link)라고 알려진 폐쇄형 다리를 통해 오코틸로(Ocotillo) 캠퍼스의 다른 팹(12, 22, 32)와 연결되어 있다. 이 회사는 매출의 4분의 3이 해외에서 발생하지만 제품의 4분의 3을 미국에서 생산한다.
A4AI(Alliance for Affordable Internet)는 2013년 10월에 출범했으며 인텔은 페이스북, 구글 및 마이크로소프트를 포함하는 공공 및 민간 조직 연합의 일부이다. 팀 버너스 리 경이 이끄는 A4AI는 인터넷 액세스를 보다 저렴하게 만들어 인구의 31%만이 온라인에 접속하는 개발도상국에서 액세스가 확대되도록 노력하고 있다. 구글은 UN 광대역 위원회의 전 세계 목표인 월 소득의 5% 미만으로 떨어지도록 인터넷 액세스 가격을 낮추는 데 도움을 주게 된다.

#### 스마트폰 시장 진출 시도
2011년 4월, 인텔은 ZTE 코퍼레이션과 함께 중국 국내 시장을 겨냥한 인텔 아톰 프로세서를 사용하는 스마트폰을 생산하는 파일럿 프로젝트를 시작했다. 2011년 12월, 인텔은 여러 사업부를 회사의 스마트폰, 태블릿 및 무선 사업을 담당할 새로운 모바일 및 통신 그룹으로 재편성했다고 발표했다. 인텔은 Arm과 경쟁하기 위한 노력의 일환으로 2012년에 태블릿 및 스마트폰용 프로세서인 메드필드를 시장에 출시할 계획이었다. 32나노미터 프로세서인 메드필드는 Arm 칩의 핵심 기능 중 하나인 에너지 효율적으로 설계되었다.
샌프란시스코에서 열린 인텔 개발자 포럼(IDF) 2011에서 인텔과 구글의 파트너십이 발표되었다. 2012년 1월, 구글은 인텔의 아톰 마이크로프로세서를 지원하는 안드로이드 2.3을 발표했다. 2013년 인텔의 커크 스카우겐(Kirk Skaugen)은 인텔이 마이크로소프트 플랫폼에만 집중하는 것은 과거의 일이며 이제 리눅스, 안드로이드, iOS 및 크롬과 같은 모든 "계층 운영 체제"를 지원할 것이라고 말했다.
2014년 인텔은 "진화하는 시장 동향"에 대응하여 수천 명의 직원을 해고하고 태블릿에 인텔 칩을 사용하는 데 드는 추가 비용에 대해 제조업체에 보조금을 제공하겠다고 제안했다. 2016년 4월, 인텔은 스마트폰용 SoFIA 플랫폼과 브록스턴 아톰 SoC를 취소하고 사실상 스마트폰 시장에서 물러났다.

#### 인텔 커스텀 파운드리
울트라북이 시장 견인력을 얻지 못하고 PC 판매가 감소하면서 과잉 팹 용량을 발견한 인텔은 2013년에 14nm 공정을 사용하여 알테라용 칩을 생산하기로 파운드리 계약을 체결했다. 인텔의 맞춤형 파운드리 부문 총괄 책임자인 수니트 리키(Sunit Rikhi)는 인텔이 앞으로도 이러한 거래를 더욱 추진할 것이라고 밝혔다. 이는 윈도우 8 하드웨어의 부진한 판매로 인해 대부분의 주요 반도체 제조업체가 대규모 인력 감축을 겪은 후였다. 단, 퀄컴은 최대 고객인 애플로부터 건전한 구매를 이어갔다.
2013년 7월 기준 아크로닉스, 타불라, 네트로놈, 마이크로세미, 파나소닉 등 5개 회사가 인텔 커스텀 파운드리 사업부를 통해 인텔의 팹을 사용하고 있다. 대부분은 FPGA(Field-Programmable Gate Array) 제조업체이지만 네트로놈은 네트워크 프로세서를 설계한다. 아크로닉스만이 22nm 트라이게이트(Tri-Gate) 공정을 사용하여 인텔에서 만든 칩을 배송하기 시작했다. 다른 여러 고객도 존재하지만 당시에는 발표되지 않았다.
파운드리 사업은 인텔의 제조 문제로 인해 2018년에 문을 닫았다.

### 보안 및 제조 과제(2016~2021년)
인텔은 스카이레이크 마이크로 아키텍처를 기반으로 하는 6세대 코어 제품군까지 마이크로 아키텍처 변경과 다이 축소의 틱톡 모델을 계속했다. 이 모델은 프로세스-아키텍처-최적화 모델을 도입한 7세대 코어 제품군(코드명 카비레이크)이 출시되면서 2016년에 더 이상 사용되지 않는다. 인텔이 공정 노드를 14nm에서 10nm로 축소하는 데 어려움을 겪으면서 프로세서 개발 속도가 느려지고 회사는 최적화에도 불구하고 2020년까지 스카이레이크 마이크로아키텍처를 계속 사용했다.

#### 10nm 공정 노드 문제
인텔은 원래 2016년에 10nm 제품을 출시할 계획이었지만 나중에 노드에 제조 문제가 있다는 것이 분명해졌다. 해당 노드의 첫 번째 마이크로프로세서인 캐논레이크(8세대 코어로 판매)는 2018년에 소량 출시되었다. 회사는 먼저 10nm 제품의 대량 생산을 2017년으로 연기했다. 나중에 대량 생산을 2018년으로 연기했으며, 공정이 취소된다는 소문에도 불구하고 인텔은 마침내 2019년 9월 양산형 10nm 10세대 인텔 코어 모바일 프로세서(코드명 "아이스레이크")를 출시했다.
인텔은 나중에 10nm로 축소하려는 전략이 너무 공격적이라는 것을 인정했다. 다른 파운드리에서는 10nm 또는 7nm 공정에서 최대 4단계를 사용한 반면, 이 회사의 10nm 공정에는 최대 5~6개의 다중 패턴 단계가 필요했다. 또한 인텔의 10nm 공정는 다른 파운드리의 해당 공정보다 밀도가 높다. 인텔의 마이크로아키텍처와 공정 노드 개발이 결합되면서 프로세서 개발이 정체되었다.

#### 보안 결함
2018년 1월 초, 인텔 아이테니엄 및 2013년 이전 인텔 아톰 프로세서를 제외한 1995년 이후 생산된 모든 인텔 프로세서에는 멜트다운 및 스펙터라는 두 가지 보안 결함이 있는 것으로 보고되었다. 이러한 결함으로 인해 "수억"의 시스템이 영향을 받을 수 있는 것으로 알려져 있다. 2018년 5월 3일, 2018년 8월 14일, 2019년 1월 18일 및 2020년 3월 5일에 더 많은 보안 결함이 공개되었다.
2018년 3월 15일 인텔은 스펙터 보안 취약성으로부터 보호하기 위해 CPU를 재설계할 것이라고 발표했으며 재설계된 프로세서는 2018년 말에 판매되었다. 멜트다운 및 스펙터에 취약한 기존 칩은 성능 저하를 감수하고 소프트웨어 패치로 수정할 수 있다.

### 경쟁 재개 및 기타 개발(2018년~현재)
인텔의 10nm 공정 노드 문제와 회사의 느린 프로세서 개발로 인해 회사는 이제 경쟁이 치열한 시장에 직면하게 되었다. 이 회사의 주요 경쟁사인 AMD는 젠 마이크로아키텍처와 새로운 칩렛 기반 디자인을 도입하여 비평가들의 찬사를 받았다. AMD는 출시 이후 한때 고급 CPU 시장에서 인텔과 경쟁할 수 없었으나 다시 부활하면서 인텔의 지배력과 시장 점유율이 크게 감소했다. 또한 애플은 2020년부터 매킨토시 컴퓨터용 x86 아키텍처 및 인텔 프로세서에서 자체 애플 실리콘으로 전환하기 시작했다. 이러한 전환은 인텔에 최소한의 영향을 미칠 것으로 예상된다. 그러나 이는 다른 PC 제조업체가 인텔 및 x86 아키텍처에 대한 의존도를 재평가하도록 유도할 수 있다.

#### 'IDM 2.0' 전략
2021년 3월 23일 CEO 팻 갤싱어(Pat Gelsinger)는 회사에 대한 새로운 계획을 제시했다. 여기에는 제조 시설에 대한 투자, 내부 및 외부 파운드리 활용, 독립형 사업부인 IFS(인텔 파운드리 서비스)라는 새로운 파운드리 사업을 포함하는 IDM 2.0이라는 새로운 전략이 포함된다. 인텔 커스텀 파운드리와 달리 IFS는 패키징 및 공정 기술의 조합과 x86 코어를 포함한 인텔의 IP 포트폴리오를 제공한다. 회사의 다른 계획에는 IBM과의 파트너십과 "인텔 ON"이라는 개발자와 엔지니어를 위한 새로운 이벤트가 포함된다. 겔싱어는 또한 인텔의 7nm 공정이 순조롭게 진행되고 있으며 7nm 공정(인텔 4라고도 함)을 사용하는 첫 번째 제품이 폰트베치오(Ponte Vecchio)와 미티어레이크(Meteor Lake)임을 확인했다.
2022년 1월 인텔은 주요 신규 제조 시설 부지로 오하이오주 콜럼버스 인근의 뉴올버니를 선택한 것으로 알려졌다. 이 시설에는 최소 200억 달러의 비용이 소요될 것이다. 회사는 이 시설에서 2025년까지 칩 생산을 시작할 것으로 기대하고 있다. 같은 해 인텔은 또한 독일 마그데부르크를 170억 유로(브란덴부르크에 대한 테슬라의 투자보다 높은 금액)의 2개의 새로운 칩 거대 공장 부지로 선택했다. 착공은 당초 2023년으로 예정됐으나 2024년 말로 연기됐고, 생산 착공은 2027년으로 예정돼 있다. 하청업체까지 포함하면 1만 명의 신규 일자리가 창출될 전망이다.
2022년 8월 인텔은 최근 공장 확장에 자금을 지원하기 위해 브룩필드 자산운용과 300억 달러 규모의 파트너십을 체결했다. 거래의 일환으로 인텔은 챈들러에 새로운 칩 제조 시설을 건설하는 데 드는 비용의 51%를 지원하고 브룩필드가 나머지 49% 지분을 소유하여 지배 지분을 갖게 되며, 이를 통해 회사는 해당 시설에서 수익을 분배할 수 있다.
2023년 1월 31일, 인텔은 30억 달러의 비용 절감의 일환으로 중간급 이상의 직원에게 적용되는 급여를 5% 이상 삭감한다고 발표했다. 또한 상여금과 성과급 인상을 중단하고 퇴직 계획 매칭을 줄였다. 이러한 비용 절감은 2022년 가을에 발표된 정리해고에 따른 것이다.
2023년 10월 인텔은 TSMC로부터 공정 리더십을 되찾기 위한 계획의 일환으로 높은 NA EUV 리소그래피 도구의 최초 상용 사용자가 될 것이라고 확인했다.

#### 인공지능
2023년 12월, 인텔은 2024년에 출시될 엔비디아 및 AMD의 경쟁 칩과 경쟁할 생성형 인공지능 소프트웨어용 인공 지능(AI) 칩인 Gaudi3를 공개했다. 2024년 6월 4일, 인텔은 이전 제품에 비해 더 나은 성능과 전력 효율성을 목표로 하는 데이터 센터용 AI 칩인 제온 6 프로세서를 발표했다. 인텔의 Gaudi 2 및 Gaudi 3 AI 가속기는 경쟁사 제품보다 비용 효율적인 것으로 나타났다. 또한 인텔은 3분기에 출시될 예정인 AI PC용 루나레이크 프로세서에 대한 아키텍처 세부 정보를 공개했다.

## 제품 및 시장 역사
인텔은 2016년 7월 '클라우드'와 '사물인터넷' 진입으로 초연결 시대를 선언하였다. 초연결 시대에는 PC 시장과 서버 시장이 각각 다른 시장이 아니고 초소형 웨어러블 기기부터 스마트폰, 태블릿, PC는 물론 자동차, 디지털 사이니지, 그리고 통신 네트워크와 데이터센터, 슈퍼컴퓨터까지 서로 다른 수천가지 컴퓨팅 환경이 동시에 돌아간다. 이 모든 서비스는 네트워크를 통해 클라우드로 연결되고, 그 클라우드를 통한 서비스는 결국 다시 새로운 기기와 연결된다. 인텔이 말하는 초연결 시대의 선순환의 골자다. 인텔은 2015년 '모든 것을 위한 클라우드(Cloud for all)'라는 표어를 내세우며 사업 확장에 열을 올리고 있다.

### SRAM, DRAM, 마이크로프로세서
인텔의 첫 번째 제품은 시프트 레지스터 메모리와 랜덤 액세스 메모리 집적 회로였으며, 인텔은 1970년대 내내 경쟁이 치열한 DRAM, SRAM 및 ROM 시장의 선두주자로 성장했다. 동시에 인텔 엔지니어 마시안 호프, 페데리코 파긴, 스탠리 메이저, 시마 마사토시는 인텔 최초의 마이크로프로세서를 발명했다. 원래 일본 회사 비지컴(Busicom)이 이미 생산한 계산기의 여러 ASIC를 교체하기 위해 개발된 인텔 4004는 1971년 11월 15일 대중 시장에 출시되었지만 마이크로프로세서는 1980년대 중반까지 인텔 비즈니스의 핵심이 되지 않았다. (참고: 인텔은 일반적으로 거의 동시에 마이크로프로세서를 발명한 텍사스 인스트루먼트의 공로를 인정받는다.)
1983년, 개인용 컴퓨터 시대가 시작되던 무렵, 인텔의 이익은 일본의 메모리 칩 제조업체로부터 점점 더 큰 압력을 받게 되었고, 당시 사장인 앤디 그로브(Andy Grove)는 회사를 마이크로프로세서에 집중시켰다. 그로브는 "Only the Paranoid Survive"라는 책에서 이러한 전환을 설명했다. 그의 계획의 핵심 요소는 인기 있는 8086 마이크로프로세서의 후속 제품을 위한 하나의 출전이 된다는 당시 급진적인 생각이었다.
그때까지 복잡한 집적 회로의 제조는 고객이 단일 공급업체에 의존할 만큼 신뢰할 수 없었다. 그러나 그로브는 지리적으로 서로 다른 세 개의 공장에서 프로세서를 생산하기 시작했으며 AMD와 같은 경쟁업체에 칩 설계 라이선스를 부여하는 것을 중단했다. 1980년대 후반과 1990년대 PC 산업이 호황을 누렸을 때 인텔은 주요 수혜자 중 하나였다.

### 인텔 코어
인텔 코어 라인은 인텔 최초의 듀얼 코어 모바일(저전력) 프로세서인 32비트 요나 CPU 출시와 함께 원래 코어 브랜드에서 시작되었다. 펜티엄 M에서 파생된 프로세서 제품군은 P6 마이크로 아키텍처의 향상된 버전을 사용했다. 후속 제품인 코어 2 제품군은 2006년 7월 27일에 출시되었다. 이는 인텔 코어 마이크로아키텍처를 기반으로 하며 64비트 디자인이었다. 코어 마이크로아키텍처는 더 높은 클럭 속도에 초점을 맞추는 대신 전력 효율성과 더 낮은 클럭 속도로의 복귀를 강조했다. 또한 보다 효율적인 디코딩 단계, 실행 장치, 캐시 및 버스를 제공하여 처리 용량을 늘리는 동시에 코어 2 브랜드 CPU의 전력 소비를 줄였다.
2008년 11월 인텔은 네할렘 마이크로아키텍처를 기반으로 한 1세대 코어 프로세서를 출시했다. 인텔은 또한 이제 코어 i3, i5, i7(7세대 이후의 i9도 포함)이라는 세 가지 변형이 포함된 새로운 명명 체계를 도입했다. 이전 명명 체계와 달리 이러한 이름은 더 이상 특정 기술 기능과 일치하지 않는다. 2010년 웨스트미어 마이크로 아키텍처가 뒤를 이어 다이 크기를 32nm로 축소하고 인텔 HD 그래픽을 포함했다.
2011년 인텔은 샌디브리지 기반 2세대 코어 프로세서 제품군을 출시했다. 이 세대는 네할렘에 비해 성능이 11% 향상되었다. 그 뒤를 이어 2012년 인텔 개발자 포럼에서 선보인 아이비브릿지 기반 3세대 코어가 등장했다. 아이비브리지는 다이 크기를 22nm로 축소했으며 DDR3 메모리와 DDR3L 칩을 모두 지원했다.
인텔은 스카이레이크 마이크로 아키텍처를 기반으로 하는 6세대 코어 제품군까지 마이크로 아키텍처 변경과 다이 축소의 틱톡 모델을 계속했다. 이 모델은 프로세스-아키텍처-최적화 모델을 도입하는 카비레이크 기반 7세대 코어 제품군이 출시되면서 2016년에 더 이상 사용되지 않는다. 2016년부터 2021년까지 인텔은 나중에 카비레이크R, 앰버레이크, 위스키레이크, 커피레이크, 커피레이크R, 코멧레이크를 포함하는 스카이레이크 마이크로아키텍처에 대한 더 많은 최적화를 발표했다. 인텔은 해당 노드의 첫 번째 마이크로 아키텍처인 캐넌레이크(8세대 코어로 판매됨)가 2018년에 소량만 출시되면서 공정 노드를 14nm에서 10nm로 축소하는 데 어려움을 겪었다.
2019년 인텔은 코드명 앰버레이크, 코멧레이크, 아이스레이크라는 10세대 코어 프로세서를 출시했다. 써니코브 마이크로 아키텍처를 기반으로 하는 아이스레이크는 10nm 공정으로 생산되었으며 저전력 모바일 프로세서로 제한되었다. 앰버레이크와 코멧레이크는 모두 개선된 14nm 노드를 기반으로 하며, 후자는 데스크톱 및 고성능 모바일 제품에 사용되고 전자는 저전력 모바일 제품에 사용된다.
2020년 9월, 코드명 타이거레이크인 11세대 코어 모바일 프로세서가 출시되었다. 타이거레이크는 윌로레이크 마이크로 아키텍처와 개선된 10nm 노드를 기반으로 한다. 인텔은 나중에 2021년 3월 30일 인텔의 14nm 공정을 사용하여 제작되고 사이프러스코브 마이크로아키텍처를 기반으로 하는 11세대 코어 데스크탑 프로세서(코드명 "로켓레이크")를 출시했다. 이는 코멧레이크 데스크탑 프로세서를 대체했다. 모든 11세대 코어 프로세서에는 인텔 Xe 마이크로아키텍처를 기반으로 한 새로운 통합 그래픽이 탑재되어 있다.
데스크톱과 모바일 제품 모두 2021년 말 12세대 인텔 코어 프로세서(코드명 "앨더레이크")가 출시되면서 단일 공정 노드로 통합되었다. 이 세대는 인텔 7이라고 하는 인텔의 10nm 공정을 사용하여 제조된다. 데스크탑 및 모바일 프로세서를 탑재하고 있으며 고성능 골든코브 코어와 고효율 그레이스몬트(아톰) 코어를 활용하는 하이브리드 아키텍처를 기반으로 한다.

#### 멭르다운, 스펙터 및 기타 보안 취약점
2018년 1월 초, 1995년 이후 생산된 모든 인텔 프로세서(인텔 아이테니엄 및 2013년 이전 인텔 아톰 제외)에는 멜트다운 및 스펙터라는 두 가지 보안 결함이 있는 것으로 보고되었다.
소프트웨어 패치로 인해 성능에 미치는 영향은 "워크로드에 따라" 다르다. 스펙터 및 멜트다운 보안 취약성으로부터 가정용 컴퓨터 및 관련 장치를 보호하는 데 도움이 되는 몇 가지 절차가 게시되었다. 스펙터 패치는 특히 구형 컴퓨터에서 성능을 크게 저하시키는 것으로 보고되었다. 최신 8세대 코어 플랫폼에서는 벤치마크 성능이 2~14% 감소한 것으로 측정되었다. 멜트다운 패치로 인해 성능이 저하될 수도 있다. 이러한 결함으로 인해 "수억" 대의 시스템이 영향을 받을 수 있는 것으로 알려져 있다.
2018년 3월 15일, 인텔은 스펙터 보안 취약점으로부터 보호하기 위해 CPU를 재설계할 것이라고 발표했으며(성능 손실은 미정) 2018년 후반에 새롭게 재설계된 프로세서를 출시할 예정이라 밝혔다.
2018년 5월 3일에는 8개의 스펙터급 결함이 추가로 보고되었다. 인텔은 이러한 결함을 완화하기 위해 새로운 패치를 준비하고 있다고 보고했다.
2018년 8월 14일 인텔은 L1TF(L1 Terminal Fault)라고 하는 세 가지 추가 칩 결함을 공개했다. 그들은 이전에 출시된 마이크로코드 업데이트와 새로운 사전 출시 마이크로코드 업데이트를 사용하여 이러한 결함을 완화할 수 있다고 보고했다.
2019년 1월 18일 인텔은 모든 인텔 CPU에 영향을 미치는 "Fallout", "RIDL" 및 "ZombieLoad"라는 세 가지 새로운 취약점을 공개했다. 이 취약점을 통해 프로그램은 최근 작성된 정보를 읽고 줄 채우기 버퍼 및 로드 포트의 데이터를 읽을 수 있다. , 다른 프로세스 및 가상 머신에서 정보가 유출된다. 커피레이크 시리즈 CPU는 스펙터의 하드웨어 완화로 인해 더욱 취약하다.
2020년 3월 5일, 컴퓨터 보안 전문가들은 멜트다운 및 스펙터 결함 외에 시스템 이름 CVE-2019-0090("인텔 CSME 버그")을 사용하여 또 다른 인텔 칩 보안 결함을 보고했다. 새로 발견된 이 결함은 펌웨어 업데이트로 해결할 수 없으며 거의 "지난 5년 동안 출시된 모든 인텔 칩"에 영향을 미친다.

### 애플의 인텔 제품 이용 (2005-2019년)
2005년 6월 6일, 애플의 CEO인 스티브 잡스는 미래의 파워PC 로드맵이 애플의 요구를 충족할 수 없었기 때문에 애플이 오랫동안 선호했던 파워PC 아키텍처에서 인텔 x86 아키텍처로 매킨토시를 전환할 것이라고 발표했다. 분석가는 당시 인텔의 현재 제품이 AMD 및 IBM 제품보다 뒤처지는 것으로 간주되었기 때문에 이러한 움직임을 "위험"하고 "어리석은" 일이라고 불렀지만 이는 인텔의 승리로 간주되었다. 인텔 CPU를 탑재한 최초의 맥 컴퓨터는 2006년 1월 10일에 발표되었으며, 애플은 2006년 8월 초까지 전체 소비자 맥 제품군을 인텔 프로세서로 실행하게 되었다. 애플 Xserve 서버는 2006년 11월부터 인텔 제온 프로세서로 업데이트되었으며 애플의 맥 프로와 유사한 구성이다.
애플이 인텔 제품을 사용했음에도 불구하고 두 회사 간의 관계는 때때로 긴장되었다. 애플이 인텔 프로세서에서 자체 설계로 전환한다는 소문이 2011년부터 퍼지기 시작했다. 2020년 6월 22일 애플의 연례 WWDC에서 애플의 CEO인 팀 쿡은 회사의 전체 맥 제품군을 인텔 CPU에서 애플 실리콘으로 전환할 것이라고 발표했다. 향후 2년에 걸쳐 Arm 아키텍처를 기반으로 하는 맞춤형 애플 설계 프로세서를 선보이는 것이다. 애플이 매출의 2~4%만을 차지했기 때문에 단기적으로 이러한 전환은 인텔에 최소한의 영향을 미칠 것으로 추정되었다. 그러나 당시에는 애플이 자체 칩으로 전환하면 다른 PC 제조업체가 인텔 및 x86 아키텍처에 대한 의존도를 재평가하게 될 수도 있다고 믿었다. 2020년 11월까지 애플은 맥용으로 맞춤 설계된 프로세서인 M1을 공개했다.

### 솔리드 스테이트 드라이브
2008년에 인텔은 최대 160GB의 저장 용량을 갖춘 주류 SSD(솔리드 스테이트 드라이브)를 출시하기 시작했다. CPU와 마찬가지로 인텔은 더욱 작은 나노미터 프로세스를 사용하여 SSD 칩을 개발한다. 이러한 SSD는 NAND 플래시, mSATA, PCIe 및 NVMe와 같은 산업 표준을 사용한다. 2017년 인텔은 옵테인 브랜드 이름으로 3D XPoint 기술 기반 SSD를 출시했다.
2021년 SK하이닉스는 인텔의 NAND 메모리 사업 대부분을 70억 달러에 인수했으며, 나머지 거래 규모는 2025년에 20억 달러로 예상된다. 인텔은 또한 2021년에 소비자용 옵테인 제품을 중단했다. 2022년 7월 인텔은 2분기 수익 보고서에서 옵테인 사업 내에서 향후 제품 개발을 중단하고 결과적으로 3D XPoint 개발 전체가 효과적으로 중단되었다고 밝혔다.

### 슈퍼컴퓨터
인텔 사이언티픽 컴퓨터스(Scientific Computers) 사업부는 하이퍼큐브 인터네트워크 토폴로지에 연결된 인텔 마이크로프로세서 기반 병렬 컴퓨터를 설계 및 생산하기 위해 1984년 저스틴 래트너(Justin Rattner)에 의해 설립되었다. 1992년에는 이름을 인텔 슈퍼컴퓨팅 시스템 사업부로 변경하고 iWarp 아키텍처 개발도 포함시켰다. 이 부서에서는 인텔 iPSC/1, iPSC/2, iPSC/860, 파라곤(Paragon) 및 ASCI 레드(ASCI Red)를 포함한 여러 슈퍼컴퓨터 시스템을 설계했다. 2014년 11월 인텔은 슈퍼컴퓨터 내 네트워킹을 개선하기 위해 광섬유를 사용할 계획이라고 밝혔다.

### 포그 컴퓨팅
2015년 11월 19일 인텔은 Arm, 델, 시스코 시스템즈, 마이크로소프트, 프린스턴 대학교와 함께 오픈포그 컨소시엄을 설립하여 포그 컴퓨팅에 대한 관심과 개발을 촉진했다. 인텔 IoT 전략 및 기술 사무소의 최고 전략가인 제프 페더스(Jeff Fedders)가 이 컨소시엄의 초대 회장이 되었다.

### 자율주행차
인텔은 모빌아이(Mobileye)와 손잡고 2017년 중반 자율주행차 경쟁에 합류한 자율주행차 산업의 최대 이해관계자 중 하나다. 이 회사는 또한 AAA 보고서에 따르면 미국에서 이 기술에 대한 비수용률이 78%로 인용된 이후 업계 최초로 소비자 수용도를 조사한 회사 중 하나이다.
자율주행 기술의 안전성, 제어를 기계에 맡기는 것, 그러한 상황에 처한 승객의 심리적 편안함이 초기 주요 논의 주제였다. 통근자들은 또한 자동차가 하고 있는 모든 것을 보고 싶지 않다고 말했다. 이는 주로 운전석에 사람이 앉지 않은 상태에서 자동 조향 휠을 언급한 것이었다. 인텔은 또한 음성 제어 조절기가 중요하며 인간과 기계 사이의 인터페이스가 불편함을 완화하고 어느 정도 제어 감각을 되찾는다는 사실을 배웠다. 인텔이 이 연구에 10명만을 포함했기 때문에 연구의 신뢰성이 떨어진다는 점을 언급하는 것이 중요하다. 유튜브에 게시된 영상에서 인텔은 이 사실을 받아들이고 추가 테스트를 요구했다.

### 프로그래밍 가능한 장치
인텔은 알테라 인수를 완료하면서 PSG(Programmable Solutions Group)라는 새로운 사업 단위를 구성했다. 이후 인텔은 스트라틱스, 아리아, 사이클론 FPGA를 판매했다. 2019년 인텔은 데이터 센터, 5G 애플리케이션 및 기타 용도를 겨냥한 칩인 애질렉스(Agilex) FPGA를 출시했다.
2023년 10월, 인텔은 2024년 초에 PSG를 별도의 회사로 분사하면서 대주주 소유권을 유지할 것이라고 발표했다.

### 경쟁, 독점 금지 및 간첩 행위
1990년대 말에는 마이크로프로세서 성능이 해당 CPU 성능에 대한 소프트웨어 수요를 능가했다. 닷컴버블이 끝나면서 수요가 감소한 고급 서버 시스템 및 소프트웨어를 제외하고 소비자 시스템은 2000년 이후 점점 더 저렴한 시스템에서 효과적으로 실행되었다.
인텔의 전략은 1997년 5월 펜티엄 II, 1999년 2월 펜티엄 III, 가을 펜티엄 4 등 등장부터 단시간에 더 나은 성능을 갖춘 프로세서를 개발하는 것이었다. 소비자가 혁신을 필수로 여기지 않았기 때문에 전략이 비효율적이게 되었고 경쟁사, 특히 AMD가 빠르게 이익을 얻을 수 있는 기회를 남겼다. 이는 결과적으로 프로세서 라인의 수익성을 낮추고 인텔이 PC 하드웨어를 독점하던 전례 없는 시대를 종식시켰다.
x86 마이크로프로세서 시장에서 인텔의 지배력은 1980년대 후반과 1999년의 FTC 조사, 1997년 DEC(디지털 이큅먼트 코퍼레이션)의 소송, 인터그래프. 인텔의 시장 지배력(한때[언제?] 32비트 x86 마이크로프로세서 시장의 85% 이상을 통제했음)과 인텔 고유의 강경한 법적 전술(예: PC 제조업체에 대한 악명 높은 338 특허 소송)이 결합되어 매력적인 표적이 되었다. 소송을 위해 인텔은 AMD에 12억 5천만 달러를 지불하고 2009년에 영구 특허 교차 라이선스를 부여하는 데 동의했으며 유럽, 한국 및 일본에서 여러 차례의 독점 금지 판결을 받았다.
1995년 인텔과 AMD가 연루된 산업 스파이 사건이 발생했다. 이전에 AMD와 인텔의 애리조나 공장에 근무했던 아르헨티나인 빌 게데(Bill Gaede)는 1993년에 i486 및 P5 펜티엄 디자인을 AMD와 특정 외국 세력에 판매하려고 시도한 혐의로 체포되었다. 게데는 인텔에 있는 자신의 컴퓨터 화면에서 데이터를 녹화하여 AMD에 우편으로 보냈고, AMD는 즉시 인텔과 당국에 통보하여 게데를 체포했다. 게데는 1996년 6월 유죄 판결을 받고 33개월의 징역형을 선고 받았다.

### 제품 요약

#### 데스크톱프로세서
- 인텔 코어 시리즈
  - 셀러론, 펜티엄, 아톰
  - i3, i5, i7, i9

##### 워크스테이션, 하이엔드
- 코어 x모델
- 제온

##### 서버
- 제온 E시리즈
- 제온 스케일러블
- 아이테니엄 (사업 종료)

#### 모바일 프로세서
- 코어M, 코어
- 아톰

#### IoT
- 쿼크

#### 컴퓨팅 가속기
- 제온 파이(단종)

#### 그래픽 프로세서
- Intel Xe Graphics(미출시, 비공식 기사)

#### 메모리
- 인텔 옵테인 메모리

## 회사 구조

### 리더십 및 지배 구조
사내이사와 독립적 이사 12인(정관에는 9~15인으로 명시)(Bylaws Article III Section 1)으로 이사회가 구성되며 그 외에 명예이사 2인을 둔다. 명예이사는 의결권 없이 회의에만 참석한다. 이사들의 임기는 다음번 정기주주총회때까지로 한다.(Bylaws Article III Section 1) 인텔은 정기적으로 이사회의 적정 인원수를 검토하고, 독립적 이사가 실질적 다수가 되어야 하고 CEO 이외에 사내이사 선임을 유용하고 적절한 것으로 본다. 선임 사외이사는 다른 사외이사들의 활동을 조정하고 다양한 의무들을 수행하며 그 역할은 연속 5년을 초과할 수 없다. 선임 사외이사의 임기는 따로 없고 연령제한(72세)이 존재한다. 이사회는 대개 격월로 정기 개최되며, 필요시 수시 이사회가 소집된다. 사외이사는, 이사회 멤버들과 경영진들이 적절한 시점/과정에 참여토록 요청 받을 것을 기대하며 지명 위원회(Nominating Committee)에 후보선별 과정을 위임한다. CEO는 이사회와 함께 매년 CEO 승계 계획 및 경영진 계발을 검토하고, 집행임원에 관한 기업지배구조 경영 원칙(Corporate Business Principles)의 요구사항의 면제는 이사회에 보고 및 승인되어야 한다. CEO는 매년 기업의 종업원에 대한 360도 평가와 연계하여 사외이사들이 공식 평가한다. CEO와 이사회 의장은 서로 동일인이 아니다. 이사회 부의 사항은 이사회 요구사항, 변화하는 사업·법적 이슈, 전문위원회에 의해 수행된 작업들을 반영하여 이사회 상정안건 목록도 매년 변화한다. 재무, 영업, 마케팅, 주요 사업부문·운영조직의 정례적 프레젠테이션, 기업의 장기 전략계획, 장래에 회사가 맞이하게 될 주요 이슈들을 포함한다. 전문위원회로는 감사위원회(Audit Committee), 보상위원회(Compensation Committee), 지배구조위원회(Corporate Governance Committee), 집행위원회(Executive Committee), 재정위원회(Finance Committee), 지명위원회(Nominating Committee)가 있다. 또한, 이사회 의장은 매년 개별 이사들에 대한 자기평가 프로세스를 관리하고, 매년 이사회 평가를 수행한다.

## 회사 아이덴티티
1990년대에는 인텔 인사이드(Intel Inside)라는 슬로건으로 마케팅을 시작하였으며, 이 슬로건은 지금까지 프로세서 로고에 사용되고 있다. 특히 광고에서는 인텔 특유의 사운드 로고로 일반인에게 친숙하게 알려졌다. 2006년부터는 "Leap Ahead"라는 슬로건을 (한국 시장에서는 "지금 만나는 미래") 회사 로고 옆에 넣기도 하였다.

### 로고
인텔은 역사상 세 가지 로고를 가지고 있었다. 1969년 4월에 소개된 최초의 인텔 로고는 회사 이름을 모두 소문자로 표현했으며 문자 e는 다른 문자 아래에 놓였다. 2006년 1월 3일에 소개된 두 번째 로고는 "인텔 인사이드" 캠페인에서 영감을 얻었으며 인텔 브랜드 이름 주위에 소용돌이 모양이 특징이다.
2020년 9월 2일에 선보인 세 번째 로고는 이전 로고에서 영감을 받아 탄생했다. "i"의 점을 제외하고 로고의 거의 모든 부분에서 소용돌이 모양과 고전적인 파란색을 제거한다.

1968년부터 2006년까지 사용된 로고
2006년 1월 3일 ~ 2020년 9월 2일 로고
2020년 9월 2일 이후 로고

#### 인텔 인사이드

1991년부터 2003년까지 사용하던 "Intel Inside"로고
2003년부터 2006년까지 사용하던 "Intel Inside"로고

## 후원
대한민국에서는 인텔이 아래와 같은 후원을 제공했다.
- XNOTE-인텔센트리노 곰TV 스타 인비테이셔널 - 처음으로 인텔과 LG전자와의 공동후원으로 진행했다.
- GOM 클래식 - TG삼보와 인텔 공동 후원 시즌 1~3까지 후원
- TG삼보-인텔 스타크래프트 II OPEN Season 1 -세계최초의 스타2리그 출범과 동시에 인텔과 TG삼보와의 공동후원으로 제품까지 후원및 공급하였다.
- 2세대 인텔 코어 글로벌 스타크래프트 II 리그 March
- 2013 WCS TG삼보-인텔 시즌 1 파이널
- 인텔 오버워치 에이펙스 시즌1
- 2009년 이후 인텔 SSD DC S3608 시리즈, 인텔 에디슨 시리즈는 인텔 공식 대리점인 한국의 이트론을 통해 5년간의 품질 보증이 제공하고 있다.
- 인텔 블레이드앤소울 토너먼트 2018 월드 챔피언쉽
- 인텔 펍지 코리아 컨텐더스

유럽에서는 아래를 포함한 후원을 제공했다.
- 인텔 익스트림 마스터즈

### 리틀 베어 블루

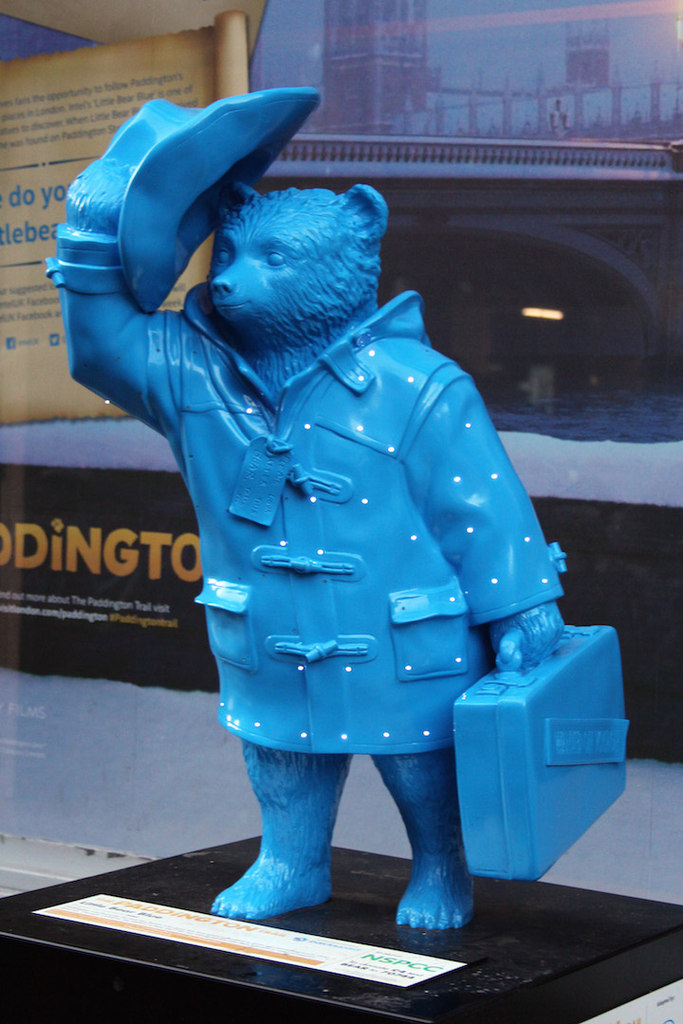
런던의 패딩턴 베어 동상은 인텔에 의해 디자인되었다.

2014년 11월, 인텔은 런던 주변에 있는 다양한 유명 인사와 기업이 만든 50개의 동상 중 하나인 "리틀 베어 블루"라는 주제로 패딩턴 베어 동상을 디자인했다. 영화 패딩턴(Paddington)이 개봉되기 전에 제작된 인텔이 디자인한 동상은 패딩턴을 포함한 영화에 인텔 기술을 사용하는 영국의 시각 효과 회사인 런던 챈서리 레인(Chancery Lane)의 프레임스토어(Framestore) 외부에 위치했다. 이후 이 조각상은 국립아동학대방지협회(NSPCC)를 위한 기금 마련을 위해 경매되었다.

## 같이 보기
- 5 nm 공정
- AMD 그래픽 처리 장치 목록
- 엔비디아 그래픽 처리 장치 목록
- 사이릭스
- 그래픽 처리 장치
- 인텔 GMA
- 인텔 그래픽스 테크놀로지
- 인지 컴퓨터
- 리제네론 과학경시대회
- 인텔 칩셋 목록
- 인텔 CPU 마이크로아키텍처 목록
- 인텔 마이크로프로세서 목록
- 인텔 그래픽 처리 장치 목록
- 인텔 관리 엔진

인텔 관련 인물
- 앤디 그로브
- 고든 무어
- 팻 겔싱어
- 폴 오텔리니
- 로버트 노이스